# ستيفان بيبوروسكي
ستيفان بيبوروسكي (بالبولندية: Stephan Bibrowski)‏ (1891-1932) المعروف باسم  ليونيل وجه الأسد، كان كل جسمه مغطى بالشعر الذي أعطاه مظهر أسد وهذا بسبب حالة نادرة تسمى فرط الأشعار الخلقي.